# Équipe de Côte d'Ivoire des moins de 17 ans de football
Maillots
L'équipe de Côte d'Ivoire des moins de 17 ans est une sélection de joueurs de moins de 17 ans au début des deux années de compétition placée sous la responsabilité de la Fédération de Côte d'Ivoire de football. 
L'équipe a été une fois troisième de la Coupe d'Afrique des nations des moins de 17 ans et termina une fois troisième en Coupe du monde de football des moins de 17 ans.

## Parcours en Coupe d'Afrique des nations des moins de 17 ans
- 1995 : Non qualifiée
- 1997 : 1er tour
- 1999 : Non qualifiée
- 2001 : Forfait
- 2003 : Non qualifiée
- 2005 :  Troisième
- 2007 : Non qualifiée
- 2009 : Non qualifiée
- 2011 : Quatrième
- 2013 :  Vainqueur
- 2015 : 1er tour
- 2017 : Non qualifiée
- 2019 : Non qualifiée
- 2023 : Non qualifiée
- 2025 :  Troisième

## Parcours en Coupe du monde des moins de 17 ans
| - 1985 : Non qualifiée - 1987 : 3e - 1989 : Non qualifiée - 1991 : Non qualifiée - 1993 : Non qualifiée - 1995 : Non qualifiée - 1997 : Non qualifiée - 1999 : Non qualifiée - 2001 : Non qualifiée - 2003 : Non qualifiée |  | - 2005 : 1er tour - 2007 : Non qualifiée - 2009 : Non qualifiée - 2011 : Huitièmes de finale - 2013 : Quarts de finale - 2015 : Non qualifiée - 2017 : Non qualifiée - 2019 : Non qualifiée - 2023 : Non qualifiée |

## Palmarès
- Coupe du monde de football des moins de 17 ans :
  - Troisième : 1987

- Coupe d'Afrique des nations des moins de 17 ans : 
  - Champion : 2013.
  - Troisième : 2025.

- Tournoi de Montaigu : Vainqueur en 2014

## Joueurs connus
- Losseni Konaté
- Serge Maguy
- Michel Bassolé
- Martial Yao
- Hilaire Kouko Guehi
- Ismaël Diallo
- Franck Kessié